# شمشیربال سپیددم
شمشیربال سپیددم (Campylopterus ensipennis) مگس‌مرغ بزرگی است که در شمال ونزوئلا و توباگو زادآوری می‌کند. پس از توفند فلورا در سال ۱۹۶۳، چنین انگاشته می‌شد که این پرنده در توباگو منقرض شده‌است، ولی جمعیت این گونه هم‌اکنون بازیابی شده‌است.

## زیستگاه
زیستگاه این پرنده کوه‌های جنگلی است.